# Decembrie 1998
Acest articol este generat integral pe baza informațiilor din articolul 1998 și este actualizat periodic de un robot.
 Editările făcute în articol vor fi șterse la următoarea actualizare! Dacă doriți să faceți modificări, editați articolul-sursă.

ianuarie -
februarie -
martie -
aprilie -
mai -
iunie -
iulie -
august -
septembrie -
octombrie -
noiembrie -
decembrie
Decembrie 1998 a fost a douăsprezecea lună a anului și a început într-o zi de marți.

## Evenimente
- 6 decembrie: Hugo Chávez este ales președinte al Venezuelei.
- 10 decembrie: Curtea de Apel București admite contestația înaintată de PUNR contra HG de înființare a Universității de stat maghiaro-germane „Petofi-Schiller”.
- 12 decembrie: Miron Cozma este reales lider al Ligii Sindicatelor Miniere din Valea Jiului (486 voturi pentru, 14 împotrivă).
- 14 decembrie: Premieră în sistemul bancar de stat – Banca Română de Dezvoltare a fost privatizată. Grupul francez Société Générale a semnat contractul de cumpărare pentru pachetul de acțiuni de 51%. Valoarea totală a tranzacției este de 200 milioane de dolari, din care 135 milioane de dolari vor reveni statului român.[1]
- 18 decembrie: Miron Cozma, în fruntea unei delegații de mineri, se prezintă la Ministerul Industriei și Comerțului pentru a cere ministrului Radu Berceanu să nu închidă unele mine. Cozma nu este primit, invocându-se interdicția pe care acesta o are de la justiție de a intra în București. Sindicatele miniere anunță că vor declanșa o grevă generală.[1]
- 29 decembrie: Traian Băsescu, ministrul Transporturilor, informează opinia publică că  sindicatele miniere au solicitat să i se pună la dispoziție două trenuri a câte 10 vagoane pentru un transport pe ruta Petroșani-București și retur, pentru dimineața de 5 ianuarie 1999. Cererea a fost refuzată.[1]

## Nașteri
- 2 decembrie: Anna Kalinskaia, jucătoare de tenis rusă
- 5 decembrie: Nicole Cherry (n. Nicoleta Janina Ghinea), cântăreață română de etnie romă
- 8 decembrie: Owen Teague, actor american
- 16 decembrie: Silvia Zarzu, gimnastă română
- 17 decembrie: Martin Ødegaard, fotbalist norvegian
- 20 decembrie: Kylian Mbappé (Kylian Mbappé Lottin), fotbalist francez (atacant)
- 22 decembrie: Genevieve Hannelius (Genevieve Knight Hannelius), cântăreață și muziciană americană
- 22 decembrie: Casper Ruud, jucător de tenis norvegian
- 28 decembrie: Ștefan Vlădoiu (Ștefan Marinel Vlădoiu), fotbalist român
- 29 decembrie: Carlo Casap, fotbalist român
- 29 decembrie: Victor Osimhen, fotbalist nigerian
- 30 decembrie: Mihai Tentea, bober român
- 30 decembrie: Akari Uemura, cântăreață japoneză
- 31 decembrie: Alina Sanko, fotomodel din Rusia

## Decese
- 2 decembrie: Ilie Cleopa (n. Ilie Constantin), 86 ani, arhimandrit român și stareț la Mănăstirea Sihăstria (jud. Neamț), (n. 1912)
- 2 decembrie: Cleopa Ilie, arhimandrit, stareț (n. 1912)
- 2 decembrie: Teofil Pop, politician român (n. 1930)
- 10 decembrie: Banu Rădulescu, 74 ani, scriitor român (n. 1924)
- 21 decembrie: Gábor Miklóssy, 86 ani, pictor maghiar din România (n. 1912)
- 21 decembrie: Béla Szőkefalvi-Nagy, 85 ani, matematician maghiar (n. 1913)
- 22 decembrie: Louis Filler, istoric american (n. 1911)
- 30 decembrie: Joan Brossa, 79 ani, scriitor, dramaturg, designer grafic și artist plastic catalan (n. 1919)
- 31 decembrie: Gheorghe Șerban, academician român (n. 1954)